# チャナマサラ
チャナマサラとは、ヒヨコマメを主要食材として作られるパンジャーブ料理の1つである。汁気は少なく、辛味と酸味を持つことを特徴とする。なお、日本ではパンジャーブ風のヒヨコマメの煮込み料理などと紹介されることもある。

## 概要

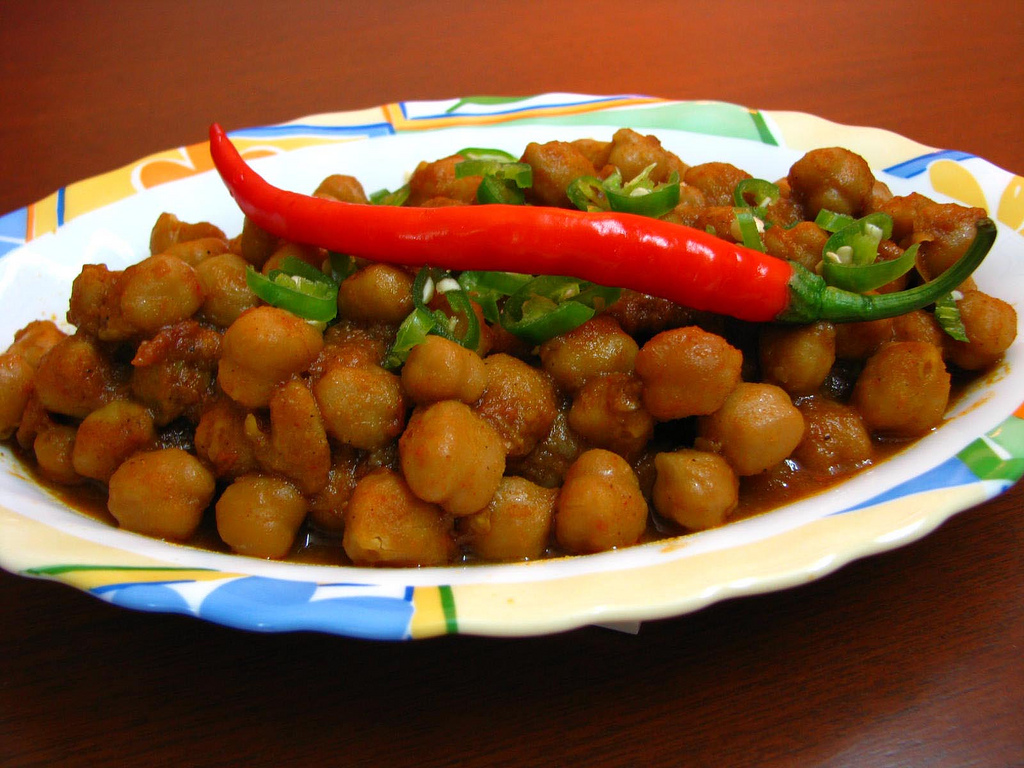
チャナマサラを皿に盛り付けたところ。

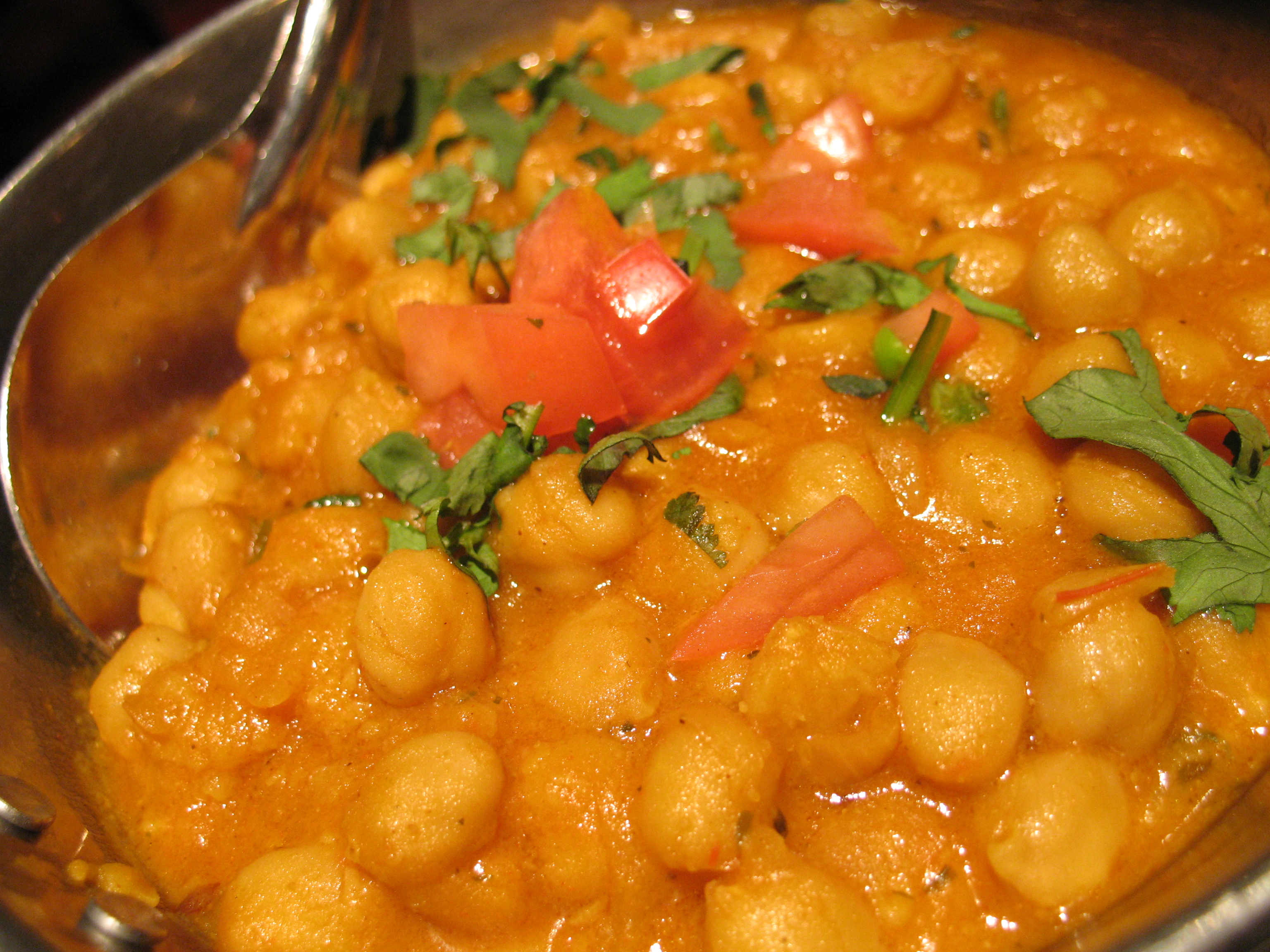
レストランで出てきたチャナマサラ。

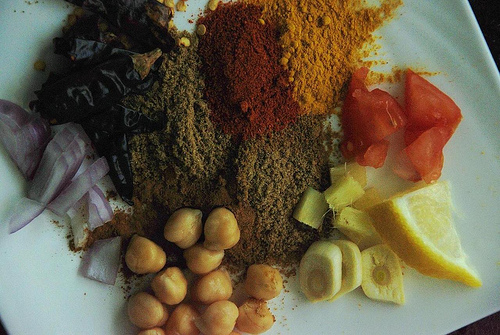
チャナマサラの材料の例。

チャナマサラの「チャナ」とは、ヒンドゥスターニー語でヒヨコマメを意味する。また「マサラ」とは、南アジア地域一帯に見られる、香辛料の混合物の総称である。このような名称の通り、チャナマサラにはヒヨコマメと複数種の香辛料を主要食材として用いる。なお、ヒヨコマメのほかにチャナマサラに使用される食材としては、例えば、タマネギ、刻んだトマト、コリアンダーの種子、ニンニク、トウガラシ、ショウガ、乾燥させて粉状にしたマンゴー、砕いたザクロの種子、ガラムマサラといったものが挙げられる。しかし、レシピが統一されているわけではなく、主要食材（ヒヨコマメと複数種の香辛料）を用いることを除くと、地域や料理人によって差が見られる。なお、パンジャーブ料理の代表的な献立の1つに、クルチャと共にチャナマサラを食べるという献立が存在する。この他、チャナマサラを材料の1つとして使用する料理として、チョーレー・バトゥーレーが挙げられる。
チャナマサラはインド移民によりトリニダード・トバゴにもたらされ、ロティと組み合わされてダブルスとなった。